# Rigveda
Der Rigveda (Vedisch, Sanskrit ऋग्वेद ṛgveda m., aus veda ‚Wissen‘, und ṛc, deutsch ‚Verse‘) ist der älteste Teil der vier Veden und zählt damit zu den wichtigsten Schriften des Hinduismus.
Häufig wird der Begriff für die Rigvedasamhita, den Kern des Rigveda, verwendet, wenngleich dieser eigentlich eine größere Textsammlung umfasst. Die Rigvedasamhita ist eine Sammlung von 1028 (nach anderen Zählungen 1017) Hymnen, eingeteilt in zehn Bücher, Mandalas (Liederkreise) genannt.
Zu den vier Veden gehören neben dem Rigveda noch Samaveda, Yajurveda sowie Atharvaveda. Alle hinduistischen Religionen akzeptieren die Unantastbarkeit dieser vier Veden, jedoch rechnen einzelne Glaubensrichtungen individuell oft noch weitere Schriften hinzu.
Der gesamte Rigveda besteht wie alle Veden aus mehreren Textschichten, von denen die Samhitas mit den Hymnen die älteste bilden. Die Brahmanas, die folgende Textschicht, bestehen vor allem aus Ritualtexten. Dann kommen die Aranyakas genannten Waldtexte, und schließlich die Upanishaden, welche größtenteils philosophische Abhandlungen enthalten. Während die Sprache der Hymnen vedisch ist, sind die letzten Schichten in Sanskrit geschrieben.

## Historischer und geographischer Kontext
Die Entstehungszeit der Rksamhita liegt im Dunklen und ist daher seit jeher Gegenstand von Spekulationen. Spekulationen, die aufgrund astronomischer Angaben in der Rigveda diese auf 6000–4000, 8000 oder gar 12.000 v. Chr., oder aufgrund geologischer Angaben bis ins Pliozän zurück datieren, sind mit den heutigen Erkenntnissen über die Sprachgeschichte und mit der im Rigveda vorausgesetzten Gesellschaftsstruktur angesichts archäologischer Befunde unvereinbar. Nach dem derzeitigen Stand der Indogermanistik und Indologie erscheint eine Entstehungszeit in der zweiten Hälfte des zweiten Jahrtausends v. Chr. als wahrscheinlich, wobei die Bücher II bis IX früher entstanden sind als Buch I und X. Einzelne Hymnen können noch einige Jahrhunderte älter sein.
Die ältesten Schichten, die Rigveda Samhita, zählen zu den ursprünglichsten Texten in einer indogermanischen Sprache, vielleicht von ähnlichem Alter wie Texte in der hethitischen Sprache. Philologische und linguistische Beweise weisen darauf hin, dass der Großteil der Rigveda Samhita in der nordwestlichen Region des indischen Subkontinents entstand, höchstwahrscheinlich zwischen 1500 und 1200 v. Chr.
Dichter dieser aus priesterlichen Familien stammenden Hymnen sind Menschen eines Volkes, die sich Arier nannten. Ihre Sprache ist dem Avestischen und Altpersischen verwandt; auch inhaltlich berühren sich die Gedichte des Rigveda und die älteste sakrale Poesie des Iran. Während der Entstehungszeit des Rigveda sollen die Indoarier in das Industal, den heutigen Punjab, eingewandert sein. In Afghanistan und im westlichen Punjab war das von der Viehzucht abhängige Volk auf Regen sowie auf Wasser aus Flüssen angewiesen, insbesondere zur Zeit der Schneeschmelze. Daher werden in vielen Hymnen immer wieder der lebenspendende Regen und seine Bringer, die Sturmgötter, besungen, die Maruts.

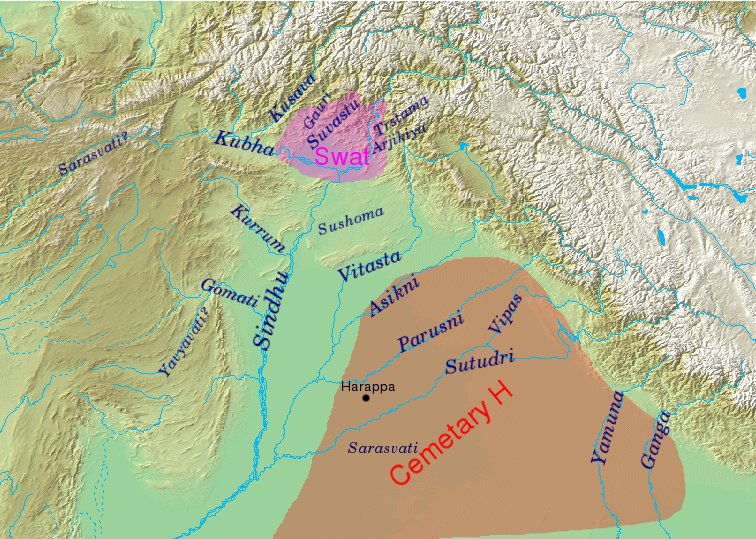
Geographie des Gebietes, in dem der Rigveda entstanden ist; der rigvedische Name Sindhu entspricht dem heutigen Indus

In RV 10,75 An die Flüsse werden 18 Flussläufe, interessanterweise in der Reihenfolge von Osten nach Westen, dann von Norden nach Süden, mit ihren rigvedischen Namen aufgelistet. Unter ihnen sind es vor allem der Sindhu (Indus) und seine Nebenflüsse, die von den Sängern wegen ihrer Wassermenge gepriesen werden.
Die vedischen Stämme sollen Halbnomaden gewesen sein, die über Ochsenkarren, Pferdegespanne und Bronzewaffen verfügten. Die Opferzeremonien erfolgten in der freien Natur. Im Gegensatz zum späteren Hinduismus sollen sie nicht über Götterbilder oder Statuen verfügt haben.

## Gliederung und Inhalt
Während der erste Liederkreis die Werke von 15 Rishis enthält, stellen die Mandalas oder Liederkreise zwei bis sieben das Traditionsgut bestimmter Familien oder Clans dar, die die Dichtkunst generationsweise weitergaben. Diese sogenannten ‚Familienliederkreise‘ enthalten den ältesten Kern des Rigveda. Die Liederkreise eins und zehn gelten entsprechend als jünger. Der neunte Liederkreis befasst sich ausschließlich mit Liedern, die mit der Herstellung des Somatrankes und des Somaopfers verknüpft sind. Beim zehnten Liederkreis sind Gruppenlieder und Einzellieder zusammengefasst, die sich nicht eindeutig zuordnen lassen oder zu bestimmten, besonderen Anlässen gedichtet wurden.
| Liederkreis          | Familie                     | Anzahl der Lieder |
| -------------------- | --------------------------- | ----------------- |
| Erster Liederkreis   | Verschiedene Verfasser      | 191               |
| Zweiter Liederkreis  | Buch der Grtsamadas         | 43                |
| Dritter Liederkreis  | Buch der Visvamitras        | 62                |
| Vierter Liederkreis  | Buch der Vamadevas          | 58                |
| Fünfter Liederkreis  | Buch der Atris              | 87                |
| Sechster Liederkreis | Buch der Bharadvajas        | 75                |
| Siebter Liederkreis  | Buch der Vasisthas          | 104               |
| Achter Liederkreis   | Buch kleiner Dichtergruppen | 103               |
| Neunter Liederkreis  | Soma-Pavamana-Lieder        | 114               |
| Zehnter Liederkreis  | Der große Nachtrag          | 84                |
|                      | Einzellieder                | 107               |

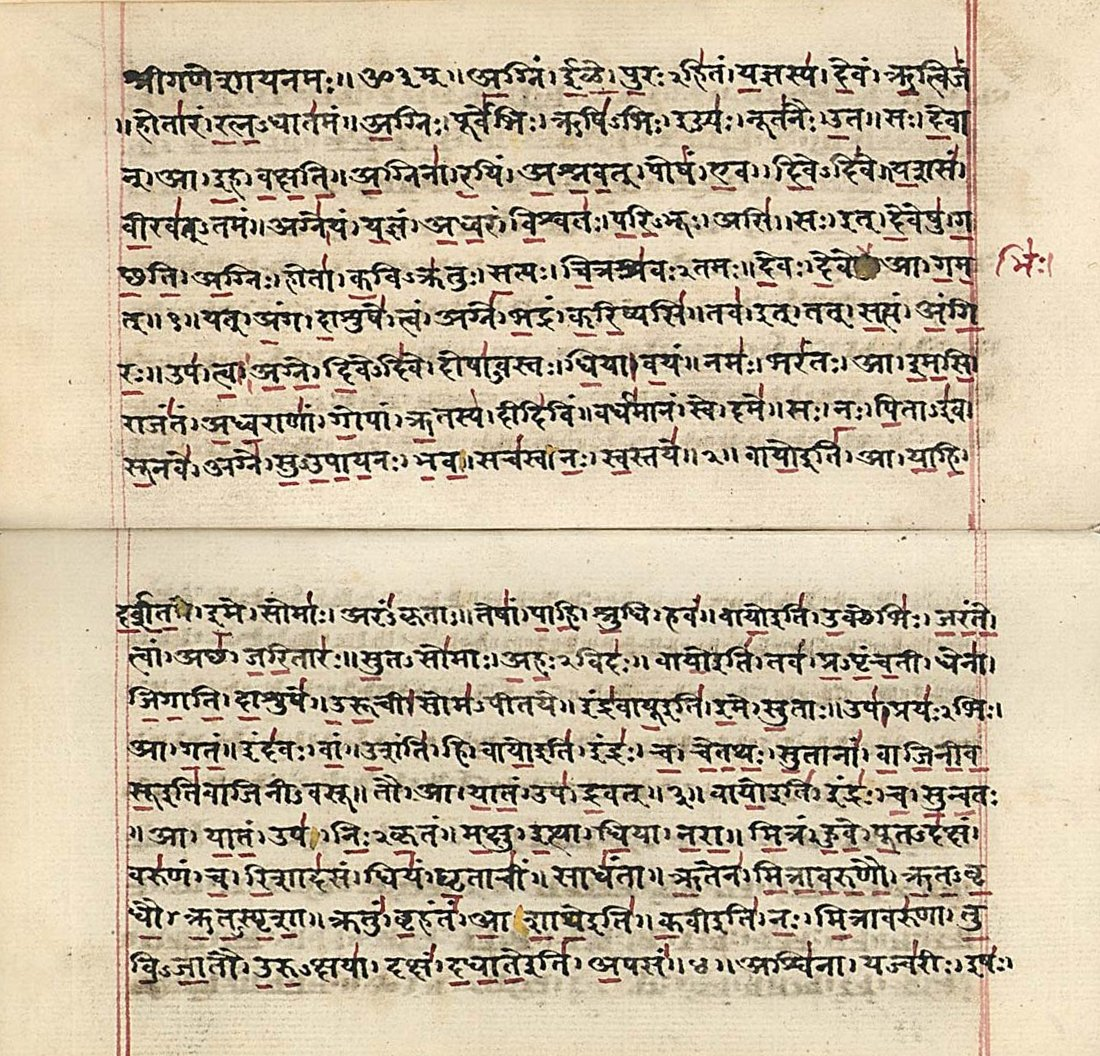
Rigveda auf Papier, frühes 19. Jh., Sanskrit mit roten Betonungszeichen für den vedischen Tonakzent

Der Rigveda enthält jene Texte, die für den Hotri („Rufer“), einen der Priester im vedischen Opferkult, von Bedeutung sind. Es sind Loblieder an Götter wie Agni, Indra oder Varuna. Diese gab es, unter ähnlichen oder ganz unterschiedlichen Namen, auch bei anderen Völkern der indoeuropäischen bzw. indogermanischen Sprachgruppe.
Nach dem Shatapatha Brahmana besteht der Rigveda aus 432.000 Silben, was der Anzahl der muhurtas (1 Tag hat 30 muhurtas) in 40 Jahren entspricht.
Diese Aussage betont die den Veden zugrundeliegende Philosophie einer Verbindung zwischen Astronomie und Religion.

## Gottheiten

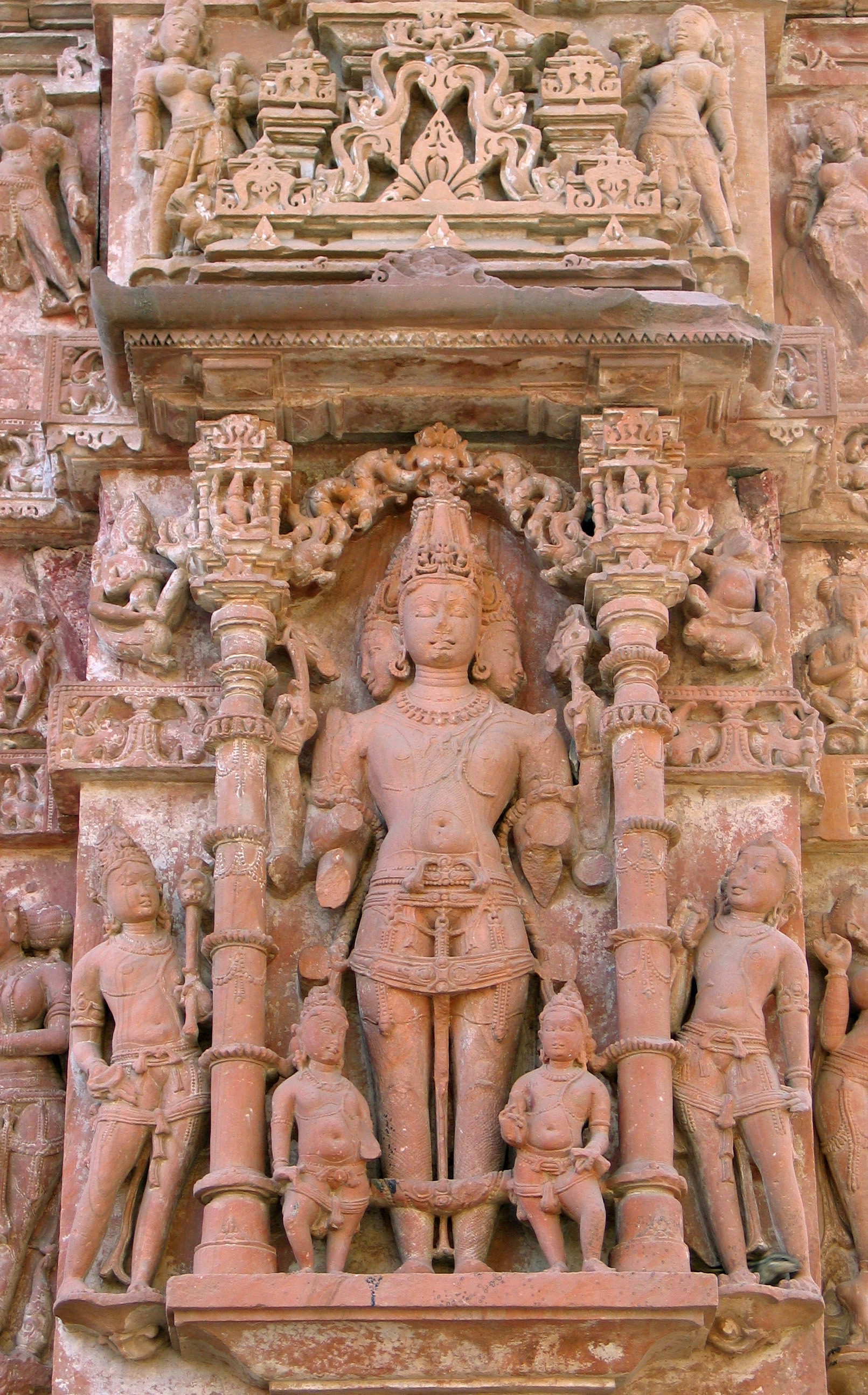
Sonnengott Surya

Im Mittelpunkt der Rigveda-Religion stehen das Feuer- und das Tieropfer. Daher sind die ersten Hymnen eines jeden Liederkreises an Agni gerichtet, den Gott des Feuers, der als Götterbote die Götterschar zum Opferplatz führt (Beispiel: RV 1,1.). Die meisten Hymnen jedoch gelten Indra, der durch seine Großtaten das Wasser befreite und die Sonne, den Himmel und die Morgenröte zum Vorschein brachte (Beispiel: RV 1, 32). Er raubte einst das Soma und befreite die Kühe. Er gilt als großer Trinker von Soma, welches ihm unwiderstehliche Stärke verleiht.
Hinter den Naturerscheinungen stehend werden bestimmte Gottheiten in den Hymnen angerufen:
Ushas, die Morgenröte und Himmelstochter, welche die Dunkelheit vertreibt (Beispiele: RV 7,75-81); Surya, der Sonnengott (Beispiel: RV 1,50); Vayu, der Windgott (Beispiel: RV 1,134 und 135); Parjanya, der Regengott, welcher zusammen mit den Maruts, den Gewitterstürmen, den belebenden Regen bringt (Beispiel: RV 5,83,4). Soma, der Trank und die Pflanze werden bisweilen als Gottheiten angesprochen (RV 9. Liederkreis).
Eine Göttergruppe bilden die Adityas, die Söhne der Aditi. Sie bilden eine Gruppe von sieben oder acht Göttern (später zwölf), wovon sechs namentlich genannt sind. Sie stellen die Verkörperungen ethischer Prinzipien dar:
Mitra, der Gott des Vertrages, wacht über die Heiligkeit des Vertragswortes; Varuna, der Gott des Wahrheitswortes, ist der Erhalter von Recht und Ordnung im Kosmos, auf Erden und in der Gesellschaft; Aryaman, der Gott des Gastvertrages, wacht über die Gastfreundschaft.
Zu den Schutzgöttern, die in der Not angerufen werden, zählen die göttlichen Zwillinge, die Ashvins. Sie werden in etlichen Hymnen um Hilfe angerufen oder es wird ihnen für wunderbare Errettungen und Heilungen gedankt (Beispiel: RV 1,157,4 oder RV 1,158,3). Oft werden in den einzelnen Hymnen mehrere Gottheiten zusammen angerufen, und es gibt einzelne Hymnen, die sich an alle Götter wenden (Beispiele: RV 7,34 – 55).

## Einzelne Hymnen
Während die meisten Hymnen an eine oder mehrere Gottheiten gerichtet sind, gibt es auch solche, in denen Aussagen über die Entstehung und die Ordnung der Welt erfolgen. So heißt es in RV. 10,90:

„
1. Tausendköpfig, tausendäugig, tausendfüßig ist Purusa; er bedeckte vollständig die Erde und erhob sich noch zehn Finger hoch darüber.
2. Purusa allein ist diese ganze Welt, die vergangene und die zukünftige, und er ist der Herr über die Unsterblichkeit (und auch über das), was durch Speise noch weiter wächst.
3. Solches ist seine Größe und noch gewaltiger als dies ist Purusa. Ein Viertel von ihm sind alle Geschöpfe, drei Viertel von ihm ist das Unsterbliche im Himmel.“

Diese Idee des Purushas wird in den Upanischaden, die viele Jahrhunderte später entstanden sind, weiter ausgeführt.
In Vers 12 dieser Hymne findet sich der erste Hinweis zum Kastensystem:

„Sein Mund ward zum Brahmanen, seine beiden Arme wurden zum Kshatriyas gemacht, seine beiden Schenkel zum Vaishya, aus seinen Füßen entstand der Shudra.“

Dies wird im gesamten Rigveda nur hier so deutlich ausgesprochen. Obwohl es ein spätes Buch ist, kann man davon ausgehen, dass zu dieser Zeit das Kastensystem im sozialen Leben noch nicht voll entwickelt war. Bemerkenswert ist hier die mythologische Legitimation von sozialen Schichtungen.

## Wissensweitergabe
Die Texte des Rigveda sind mündlich, ohne die Kenntnis von Schrift, verfasst und über mindestens drei Jahrtausende so von Vater zu Sohn und von Lehrer zu Schüler überliefert worden. Der Glaube, dass nur das exakt rezitierte Dichterwort die in ihm wohnende Kraft hervorbringt, hat eine sonst nirgendwo zu findende, getreue Überlieferung bewirkt, welche die der klassischen oder biblischen Texte bei weitem übertrifft. Die Genauigkeit ist so groß, dass man von einer Art Tonaufnahme von etwa 1000 v. Chr. sprechen kann. Das Wissen der Veden galt als Macht, weshalb man sie nicht verschriftlichte, selbst als es die Schrift schon gab, da man befürchtete, diese Macht könne in falsche Hände geraten.

## Kommentare und Übersetzungen
Im 14. Jahrhundert schrieb Sayana als einer der ersten einen ausführlichen Kommentar zum Rigveda. Geläufigste Ausgabe (in lateinischer Umschrift) ist die von Theodor Aufrecht (Leipzig 1861–1863). Deutsche Übersetzungen: Hermann Graßmann (Leipzig 1876, Zwei Bände, metrisch, unveränderter Nachdruck: Minerva-Verlag, Frankfurt am Main 1990), Alfred Ludwig (Prag 1876–1888, sechsbändig, Prosa) und Karl Friedrich Geldner (1923). Inzwischen liegt eine Gesamtübersetzung ins Russische von Tatjana Elizarenkova (Moskau 1989–1999) vor, in der die neuere Forschungsliteratur bis ca. 1990 berücksichtigt ist.